# My Movie Project
Pour plus de détails, voir Fiche technique et Distribution.
My Movie Project (Movie 43) est un film à sketches américain co-produit par Charles B. Wessler et Peter Farrelly, qui a la particularité d'avoir été écrit et réalisé par de nombreux individus, Rocky Russo et Jeremy Sosenko entre autres, puisqu'il comprend douze histoires originales, en plus des deux versions différentes de la trame principale, chacune ayant sa propre équipe,,,.
Présenté comme ayant la plus grande distribution d'ensemble jamais vue dans un film, avec notamment Elizabeth Banks, Kristen Bell, Halle Berry, Gerard Butler, Seth MacFarlane, Leslie Bibb, Kate Bosworth, Josh Duhamel, Anna Faris, Richard Gere, Terrence Howard, Hugh Jackman, Johnny Knoxville, Justin Long, Christopher Mintz-Plasse, Chloë Grace Moretz, Chris Pratt, Liev Schreiber, Seann William Scott, Emma Stone, Jason Sudeikis, Uma Thurman, Naomi Watts, Kate Winslet, Julianne Moore, Tony Shalhoub, Dennis Quaid, Common, J. B. Smoove, Kieran Culkin, Patrick Warburton et Anton Yelchin, ce long-métrage fut tourné sur une période longue de quatre ans, avant de sortir en salles le 25 janvier 2013 aux États-Unis.
Le film fut largement éreinté par la critique, certains affirmant qu'il s'agit du pire film jamais réalisé,,,,, tandis que d'autres le considèrent comme un chef-d’œuvre original et très critique envers les standards hollywoodiens.

## Synopsis
Pour des raisons qui n'ont jamais été évoquées ni par les producteurs, ni par les scénaristes, ni par les réalisateurs, il existe deux versions de My Movie Project : la version « américaine », intitulée The Pitch, et la version « européenne », The Thread, sortie au Royaume-Uni et aux Pays-Bas. Seule la trame narrative est différente, les courts-métrages qui composent la majeure partie du film restent inchangés dans leur composition comme dans leur ordre.

### La trame principale

#### The Pitch
- Produit et réalisé par Peter Farrelly, écrit par Rocky Russo, Jeremy Sensenko et Ricky Blitt.

Charlie Wessler (Dennis Quaid), un scénariste particulièrement créatif, tente de convaincre un producteur, Griffin Schraeder (Greg Kinnear) de faire « le plus grand film jamais réalisé depuis Howard the Duck » en l'obligeant à visualiser plusieurs de ses scripts.

#### The Thread
- Réalisé par Steven Brill, écrit par Rocky Russo et Jeremy Sosenko.

Calvin Cutler (Mark L. Young) et son ami J.J. (Adam Cagley) cherchent à piéger le petit frère du premier, Baxter (Devin Eash), après que celui-ci leur a fait une énième farce. Les deux garçons décident de lancer un défi irréalisable au petit génie de l'informatique afin de subtiliser son ordinateur et de le remplir de virus en y faisant tourner des vidéos à caractère pornographique. C'est en cherchant le soi-disant légendaire et introuvable "Movie 43" qu'ils vont visionner de nombreux autres extraits de films, courts-métrages et publicités, plus absurdes les uns que les autres.

### Les courts métrages

#### The Catch
Beth (Kate Winslet) se rend à un rencard organisé avec le brillant et beau Davis (Hugh Jackman), célibataire depuis toujours pour des raisons que personne ne saisit, mais que Beth ne pourra pas quitter des yeux du repas.

#### Homeschooled
Samantha (Naomi Watts) et Robert (Liev Schreiber) expliquent à des voisins de quelle manière ils expérimentent toutes les facettes de l'école à domicile avec leur propre fils, Kevin (Jeremy Allen White).

#### The Proposition
Doug (Chris Pratt) vit le parfait amour romantique avec sa petite amie Julie (Anna Faris) ; et alors qu'il veut l'épouser, elle lui demande la preuve d'amour ultime pour elle.

#### Veronica
Les clients d'un supermarché vont assister aux retrouvailles les plus intenses et passionnées du caissier, Neil (Kieran Culkin), et de son ex-petite amie, Veronica (Emma Stone).

#### iBabe
Partie 1 : spot publicitaire pour un nouveau produit de lecture audio, l'iBabe.
Partie 2 : une réunion entre les dirigeants et les concepteurs de l'iBabe est organisée afin de pallier un comportement imprévu de la part des jeunes utilisateurs masculins.

#### Super Hero Speed Dating
Le compagnon du super-héros Batman (Jason Sudeikis), Robin (Justin Long), participe à des rencontres rapides entre célibataires, mais son patron vient le prévenir qu'un attentat à la bombe se prépare dans ce même café.

#### Machine Kids
Spot publicitaire de prévention contre les violences faites à l'encontre des machines.

#### Middleschool Date
Nathan (Jimmy Bennett) a invité sa petite amie à la maison et alors qu'Amanda (Chloë Grace Moretz) a ses règles pour la première fois, aucun des hommes de la maison ne sait comment réagir.

#### Tampax
Spot publicitaire pour valoriser le port de tampons.

#### Happy Birthday
Pete (Johnny Knoxville) a couché avec la petite amie de son meilleur ami, Brian (Seann William Scott). Pour se racheter, il lui offre un leprechaun (Gerard Butler) qui doit les conduire jusqu'à son chaudron d'or.

#### Truth or Dare
Emily (Halle Berry) en a marre de toujours participer au même rendez-vous et va donc proposer à Donald (Stephen Merchant) de jouer à « action ou vérité ».

#### Victory's Glory
Le coach Jackson (Terrence Howard) fait un discours d'encouragement à son équipe, juste avant que le premier match de basket entre joueurs noirs et blancs de l'Histoire ne se fasse.

#### Beezel
Amy (Elizabeth Banks), la nouvelle petite amie de Anson (Josh Duhamel), emménage avec ce dernier, mais Beezel, le chat de la maison, ne va pas se laisser jeter dehors par la concurrence.

## Fiche technique

### Caractéristiques techniques communes
- Titre original : Movie 43
- Titre français : My Movie Project
- Casting : Kerry Barden et Paul Schnee
- Société de production : Relativity Media et Virgin Produced
- Société de distribution :  : Relativity Media •  : Metropolitan Filmexport
- Budget : 6 million de dollar américain[13]
- Pays d'origine :  États-Unis
- Langue originale : anglais
- Format : 1,85:1
- Genre : comédie
- Durée : 94 minutes
- Dates de sortie[14] : 
  -  Andorre : 26 décembre 2012
  -  États-Unis : 25 janvier 2013
  -  France : 19 juin 2013
  -  Canada : 25 janvier 2013
  -  Belgique : 27 mars 2013
- Classification : interdit aux moins de 12 ans lors de sa sortie en salles en France

### Caractéristiques techniques individuels

#### The Pitch
- Réalisation : Peter Farrelly
- Scénario :
- Directeur artistique :
- Décors : Arlan Jay Vetter
- Costumes : Roseanne Fiedler
- Photographie : Matthew F. Leonetti
- Montage : Patrick J. Don Vito
- Musique : William Goodrum
- Production :

#### The Thread
- Réalisation : Steven Brill
- Scénario : Rocky Russo et Jeremy Sosenko
- Directeur artistique :
- Décors :
- Costumes : Florie Kemper Bunzel
- Photographie : Steve Gainer (en)
- Son :
- Montage : Patrick J. Don Vito
- Musique : William Goodrum
- Production :

#### The Catch
- Réalisation : Peter Farrelly
- Scénario : Rocky Russo, Jeremy Sosenko et Bill O'Malley
- Directeur artistique :
- Décors :
- Costumes :
- Photographie :
- Son :
- Montage :
- Musique :
- Production :

#### Homeschooled
- Réalisation : Will Graham
- Scénario : Will Graham et Jack Kukoda
- Directeur artistique :
- Décors :
- Costumes :
- Photographie :
- Son :
- Montage :
- Musique :
- Production :

#### The Proposition
- Réalisation : Steve Carr
- Scénario : Rocky Russo et Jeremy Sosenko
- Directeur artistique :
- Décors :
- Costumes :
- Photographie :
- Son :
- Montage :
- Musique :
- Production :

#### Veronica
- Réalisation : Griffin Dunne
- Scénario : Matthew Portenoy
- Directeur artistique :
- Décors :
- Costumes :
- Photographie :
- Son :
- Montage :
- Musique :
- Production :

#### iBabe
- Réalisation : Steven Brill
- Scénario :Rocky Russo, Jeremy Sosenko, Claes Kjellström, Jonas Wittenmark et Tobias Carlson
- Directeur artistique :
- Décors :
- Costumes :
- Photographie :
- Son :
- Montage :
- Musique :
- Production :

#### Super Hero Speed Dating
- Réalisation : James Duffy
- Scénario : Will Carlough
- Directeur artistique :
- Décors :
- Costumes :
- Photographie :
- Son :
- Montage :
- Musique :
- Production :

#### Machine Kids
- Réalisation : Jonathan van Tulleken
- Scénario : Jonathan van Tullenken
- Directeur artistique :
- Décors :
- Costumes :
- Photographie :
- Son :
- Montage :
- Musique :
- Production :

#### Middleschool Date
- Réalisation : Elizabeth Banks
- Scénario : Elizabeth Shapiro
- Directeur artistique :
- Décors :
- Costumes :
- Photographie :
- Son :
- Montage :
- Musique :
- Production :

#### Tampax
- Réalisation : Patrick Forsberg
- Scénario : Patrick Forsberg et Olle Sarri
- Directeur artistique :
- Décors :
- Costumes :
- Photographie :
- Son :
- Montage :
- Musique :
- Production :

#### Happy Birthday
- Réalisation : Brett Ratner
- Scénario : Jacob Fleisher
- Directeur artistique :
- Décors :
- Costumes :
- Photographie :
- Son :
- Montage :
- Musique :
- Production :

#### Truth or Dare
- Réalisation : Peter Farrelly
- Scénario : Greg Pritikin
- Directeur artistique :
- Décors :
- Costumes :
- Photographie :
- Son :
- Montage :
- Musique :
- Production :

#### Victory's Glory
- Réalisation : Rusty Cundieff
- Scénario : Rocky Russo et Jeremy Sosenko
- Directeur artistique :
- Décors :
- Costumes :
- Photographie :
- Son :
- Montage :
- Musique :
- Production :

#### Beezel
- Réalisation : James Gunn
- Scénario : James Gunn
- Directeur artistique :
- Décors :
- Costumes :
- Photographie :
- Son :
- Montage :
- Musique :
- Production :

## Distribution
Source et légende : version française (VF) sur RS Doublage et AlloDoublage

### The Pitch
- Dennis Quaid (VF : Bernard Lanneau) : Charlie Wessler, le scénariste
- Greg Kinnear (VF : Bruno Choël) : Griffin Schraeder, le producteur
- Common (VF : Daniel Lobé) : Bob Mone
- Charlie Saxton : Jay
- Will Sasso : Jerry
- Odessa Rae : Danita
- Seth MacFarlane (VF : Stéphane Pouplard) : lui-même
- Mike Meldman : lui-même

### The Thread
- Adam Cagley : J. J.
- Devin Eash : Baxter
- Fisher Stevens : Vrankovich
- Mark L. Young : Calvin
- Beth Littleford : Maman

### The Catch
- Hugh Jackman (VF : Dominique Guillo) : Davis
- Kate Winslet (VF : Anneliese Fromont) : Beth
- Julie Claire : Pamela
- Katie Finneran : Angie
- Roy Jenkins : Ray
- Rocky Russo : Waiter Jake
- Anna Madigan : Anna

### Homeschooled
- Liev Schreiber (VF : Jérémie Covillault) : Robert
- Naomi Watts (VF : Hélène Bizot) : Samantha
- Jeremy Allen White (VF : Hugo Brunswick) : Kevin
- Alex Cranmer (VF : Grégory Sengelin) : Sean
- Julie Ann Emery : Clare

### The Proposition
- Anna Faris (VF : Dorothée Pousséo) : Julie
- Chris Pratt (VF : Christophe Lemoine) : Doug
- J. B. Smoove (VF : Frantz Confiac) : Larry
- Jarrad Paul : Bill
- Maria Arcé : Christine
- Aaron LaPlante : Friend

### Veronica
- Kieran Culkin (VF : Alexis Tomassian) : Neil
- Emma Stone (VF : Élisabeth Ventura) : Veronica
- Arthur French : Old Man
- Brooke Davis : Old Woman
- Josh Shuman : Old Man

### iBabe
- Cathy Cliften : iBabe #1
- Kate Bosworth (VF : Véronique Desmadryl) : Arlene
- Richard Gere (VF : Richard Darbois) : Boss
- Jack McBrayer : Brian
- Aasif Mandvi (VF : Daniel Lafourcade) : Robert
- Cherina Monteniques Scott : iBabe #2
- Zach Lasry : Boy
- Darby Lynn Totten : Woman
- Marc Ambrose : Chappy

### Super Hero Speed Dating
- Justin Long (VF : Pierre Tessier) : Robin
- Leslie Bibb (VF : Laura Préjean) : Wonder Woman
- Bobby Cannavale (VF : Constantin Pappas) : Superman
- John Hodgman (VF : Patrice Dozier) : Le Pingouin
- Jason Sudeikis (VF : Thierry Kazazian) : Batman
- Uma Thurman (VF : Juliette Degenne) : Loïs Lane
- Kristen Bell (VF : Chloé Berthier) : Supergirl
- Will Carlough : Le Sphinx
- Katrina Bowden : une femme

### Machine Kids
- Phil Crowley (VF : Bernard Alane) : le narrateur
- Ed Blythe : l'homme au distributeur de boissons
- Olivia Roberts Payne et Monique Delee : les enfants dans le distributeur de boissons
- Julie McNiven : la femme au distributeur de billets
- Jaron Henrie-McCrea : l'homme au distributeur de billets
- Sebastien Brodziak et Severyn K. Brodziak : les enfants dans le distributeur de billets
- Rightor Doyle : l'homme au photocopieur #1
- Raven Burnett : l'homme au photocopieur #2
- Montana Byrne, Jarrett Carter et Phillip Michaels : les enfants dans le photocopieur

### Middleschool Date
- Christopher Mintz-Plasse (VF : Pascal Grull) : Mikey
- Chloë Grace Moretz (VF : Lisa Caruso) : Amanda
- Matt Walsh : le père d'Amanda
- Jimmy Bennett (VF : Hervé Grull) : Nathan
- Patrick Warburton (VF : Lionel Tua) : Dad

### Tampax
- Coleen Hoffman : la femme blonde
- Elbe van der Merwe : la femme brune

### Happy Birthday
- Gerard Butler (VF : Boris Rehlinger) : Leprechaun 1 et 2
- Johnny Knoxville (VF : Emmanuel Curtil) : Pete
- Seann William Scott (VF : Jérôme Pauwels) : Brian
- Esti Ginzburg : Fairy

### Truth or Dare
- Halle Berry (VF : Déborah Perret) : Emily
- Stephen Merchant (VF : Benoît Du Pac) : Donald
- Sayed Badreya : Large Man
- Snooki : elle-même
- Caryl West : la serveuse
- Ricki Noel Lander : Nurse Elizabeth
- Paloma Felisberto : Bachelorette Party Girl
- Jasper Grey : Patron
- Benny Harris : Blanco the Bartender
- Zen Gesner : Stripper

### Victory's Glory
- Terrence Howard (VF : Serge Faliu) : le coach Jackson
- Aaron Jennings : Anthony
- Corey Brewer : Wallace
- Jared Dudley : Moses
- Larry Sanders : Bishop
- Jay Ellis : Lucious
- Brian Flaccus (VF : Joachim Salinger) : l'homme blanc no 1
- Brett Davern : l'homme blanc no 2
- Evan Dumouchel : l'homme blanc no 3
- Sean Rosales : l'homme blanc no 4
- Logan Holladay : l'homme blanc no 5
- Mandy Kowalski : la cheerleader
- Eric Stuart : le narrateur

### Beezel
- Elizabeth Banks (VF : Marie-Eugénie Maréchal) : Amy
- Josh Duhamel (VF : Alexis Victor) : Anson
- Emily Alyn Lind : la fille de l'anniversaire
- Michelle Gunn : Mommy
- Christina Linhardt : le clown de la fête

## Accueil

### Promotion
My Movie Project n'a pas bénéficié d'une promotion des plus favorable pour lui permettre un véritable succès. Effectivement, le début de l'année est considéré par les distributeurs comme peu propice à la sortie de ce genre de comédie burlesque, préférant des œuvres oscarisées comme c'était alors le cas avec Django Unchained, par exemple. D'un autre côté, les critiques n'ont pas eu le droit à leurs habituelles projections privées afin de donner leur avis en avance dans les divers médias à disposition. Et enfin, malgré le casting particulièrement vendeur, très peu d'acteurs tels que Common, J. B. Smoove, Patrick Warburton, Gerard Butler, Seann William Scott, Chloë Moretz et Carmen Electra sont apparus le jour de l'avant-première américaine, le 23 janvier 2013 à Los Angeles.

### Accueil critique
My Movie Project a rencontré un accueil critique négatif dès sa sortie en salles aux États-Unis, recueillant 4 % d'avis favorables sur le site Rotten Tomatoes, sur la base de 70 commentaires collectés et une note moyenne de 2,3⁄10 et le score de 19⁄100 sur le site Metacritic, sur la base de 22 commentaires collectés.

### Box-office
Sorti aux États-Unis dans 2 023 salles, My Movie Project démarre à la septième place du box-office avec 4 805 878 $ de recettes engrangées dès son premier week-end et 6 058 274 $ en première semaine. Resté sept semaines à l'affiche et bénéficiant d'un bouche à oreille négatif, My Movie Project a totalisé 8 840 453 $.
| Pays ou région | Box-office     | Date d'arrêt du box-office | Nombre de semaines |
| -------------- | -------------- | -------------------------- | ------------------ |
| Mondial        | 29 926 388 $   | 7 avril 2013               | 14                 |
| États-Unis     | 8 840 453 $    | 14 mars 2013               | 7                  |
| France         | 56 945 entrées | 9 juillet 2013             | 3                  |

### Controverse(s)
My Movie Project fut largement éreinté par la critique, certains affirmant qu'il s'agit du pire film jamais réalisé,,,,, tandis que d'autres le considèrent comme un chef-d’œuvre original et très critique envers les standards hollywoodiens.

## Distinctions

### Récompenses
- 2014 : Récompense au Razzie Awards dans la catégorie « Pire film ».
- 2014 : Récompense au Razzie Awards dans la catégorie « Pire réalisateur » attribué aux 13 réalisateurs du film : Elizabeth Banks, Steven Brill, Steve Carr, Rusty Cundieff, James Duffy, Griffin Dunne, Peter Farrelly, Patrik Forsberg, Will Graham, James Gunn, Bob Odenkirk, Brett Ratner, et Jonathan van Tulleken.
- 2014 : Récompense au Razzie Awards dans la catégorie « Pire scénario ».

### Nominations
- 2013 : Nomination au Golden Trailer Awards dans la catégorie « Trashiest trailer », Spring Breakers remportant le trophée[25].
- 2014 : Nomination de Halle Berry et Naomi Watts au Razzie Awards dans la catégorie « Pire actrice », Tyler Perry ayant remporté le trophée pour sa performance dans A Madea Christmas.
- 2014 : Nomination de l'intégralité du casting féminin et masculin au Razzie Awards dans la catégorie « Pire combinaison à l'écran », Jaden Smith et Will Smith remportant le trophée pour leur duo dans After Earth.